# Walter Zuppinger
Walter Zuppinger (* 21. Juni 1814 in Männedorf; † 16. November 1889 in Eschenz) war ein Schweizer Ingenieur und Industrieller. Bekannt ist er vor allem als Erfinder eines als Zuppinger-Rad bekannten Wasserrades.

## Leben und Wirken
Nach seiner Ausbildung fand Zuppinger Anstellung bei der Zürcher Maschinenfabrik Escher, Wyss & Co. und stieg in leitende Stellung auf. Zwischen 1856 und 1859 baute Zuppinger als Vertrauter von Escher für Escher-Wyss eine Niederlassung in Ravensburg auf (heute Andritz Hydro) und war dort lange Direktor.
Durch den Ausbau der Wasserkraft als Basis für die Industrialisierung in Oberschwaben erwarb sich Zuppinger hohes Ansehen in der Region. Zuppinger war unter anderem Mitbegründer der Papierfabrik Baienfurt bei Ravensburg. Für seine Verdienste und seinen Sachverstand wurde er zum württembergischen Baurat ernannt. In Ravensburg ist eine Straße nach Zuppinger benannt. Er war Mitglied des Vereins Deutscher Ingenieure (VDI) und Gründungsmitglied des Württembergischen Bezirksvereins des VDI.

## Zuppinger-Turbine

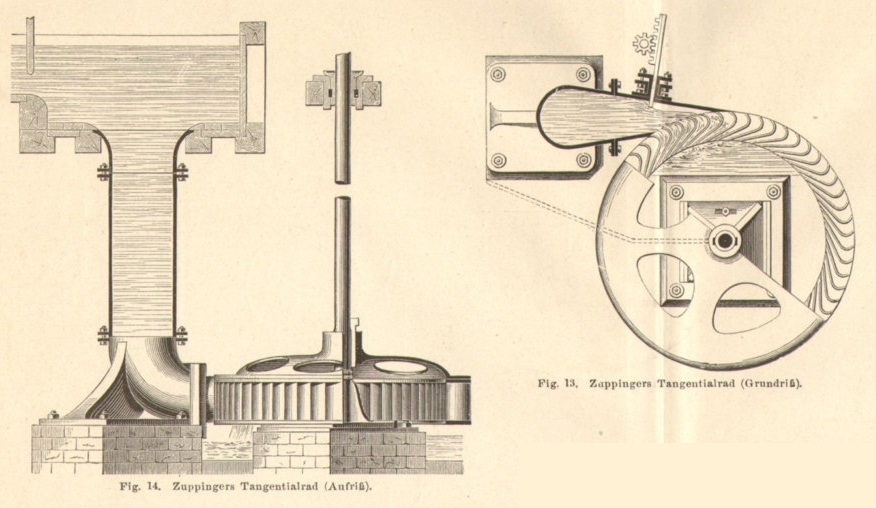
Zuppinger Tangentialrad im Meyers Konversations-Lexikon

Zwischen 1838 und 1844 arbeitete Zuppinger für Escher-Wyss an der Entwicklung neuartiger Wasserturbinen. Es entstand das „Tangentialrad“, auch Zuppinger-Turbine genannt. Sie war eine von außen nach innen durchströmte teilbeaufschlagte Gleichdruckturbine. Ihr Anwendungsbereich wird inzwischen von Pelton-Turbinen abgedeckt.

## Zuppinger-Wasserrad

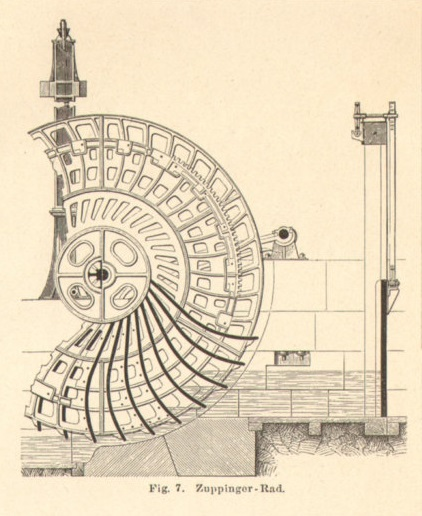
Zuppinger Wasserrad im Meyers Konversations-Lexikon

Zuppingers bekannteste Konstruktion aus dieser Zeit ist das nach ihm benannte Wasserrad (Patent 1849), das auf Vorgängern von Poncelet und Sagebien aufbaute. Das Zuppinger-Rad ist ein mittel- bis unterschlächtiges Kropfrad mit evolventenförmig gekrümmten Schaufeln, die nicht nur den hydrostatischen, sondern auch den dynamischen Druck des Wassers ausnutzen und dadurch einen höheren Wirkungsgrad erreichen. Technisch ist das Rad eine Übergangsform vom Wasserrad zur Wasserturbine.
Da das Rad bei niedrigem Gefälle (0,5 – 2 m) und ohne aufwendige Regelung auch bei stark schwankenden Wassermengen effektiv arbeitet, verwendet man es unter solchen Betriebsbedingungen als Alternative zur Turbine auch heute noch in Wassermühlen und Kleinwasserkraftwerken.

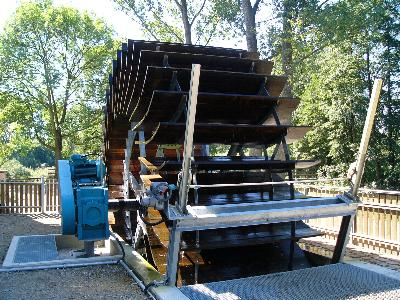
Zuppinger-Rad in Kleinwasserkraftwerk (LBV-Zentrum Mensch und Natur)
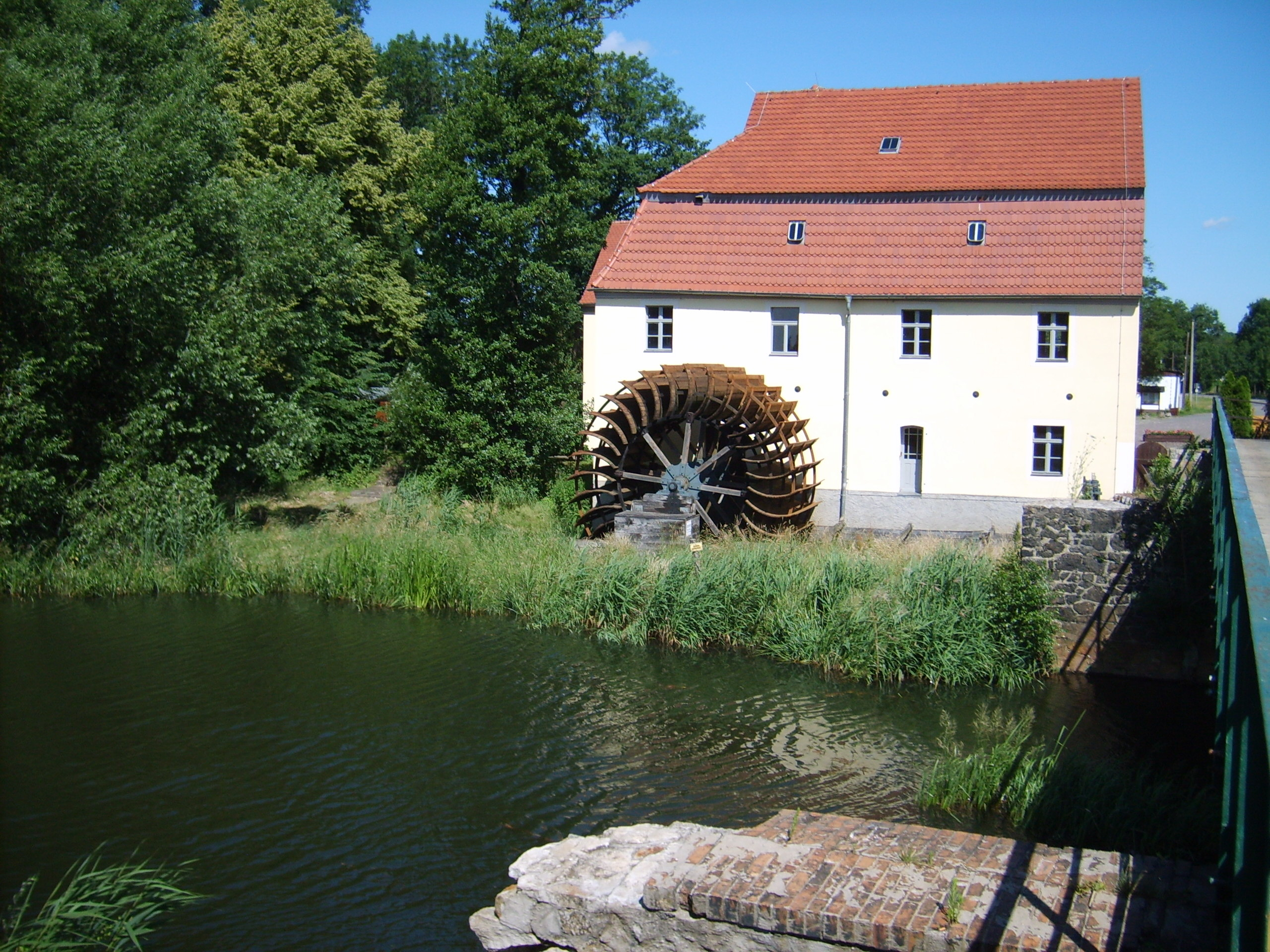
Elstermühle Plessa mit Zuppinger-Rad (⌀ 6 m)
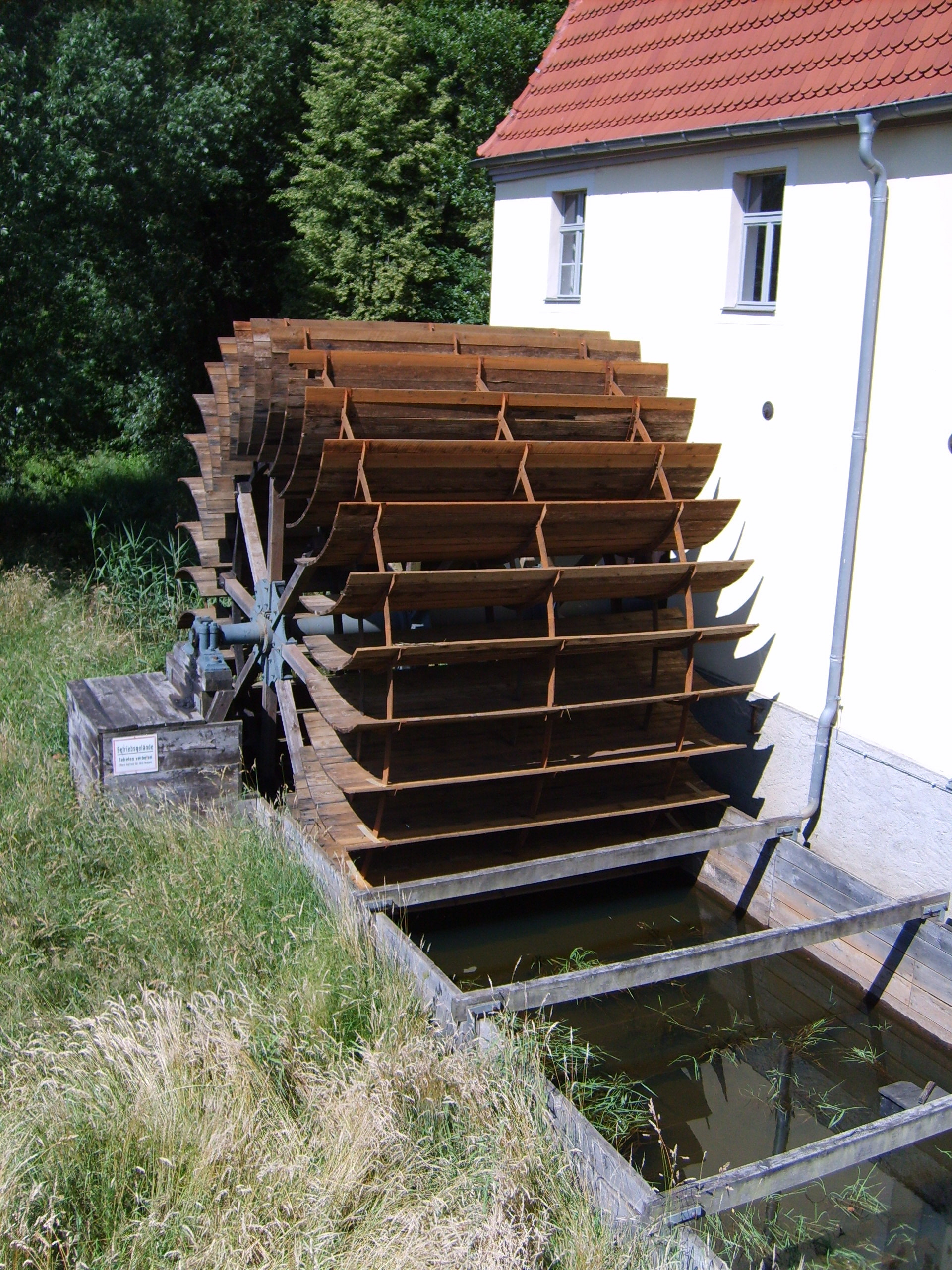
Nahansicht Wasserrad der Elstermühle Plessa
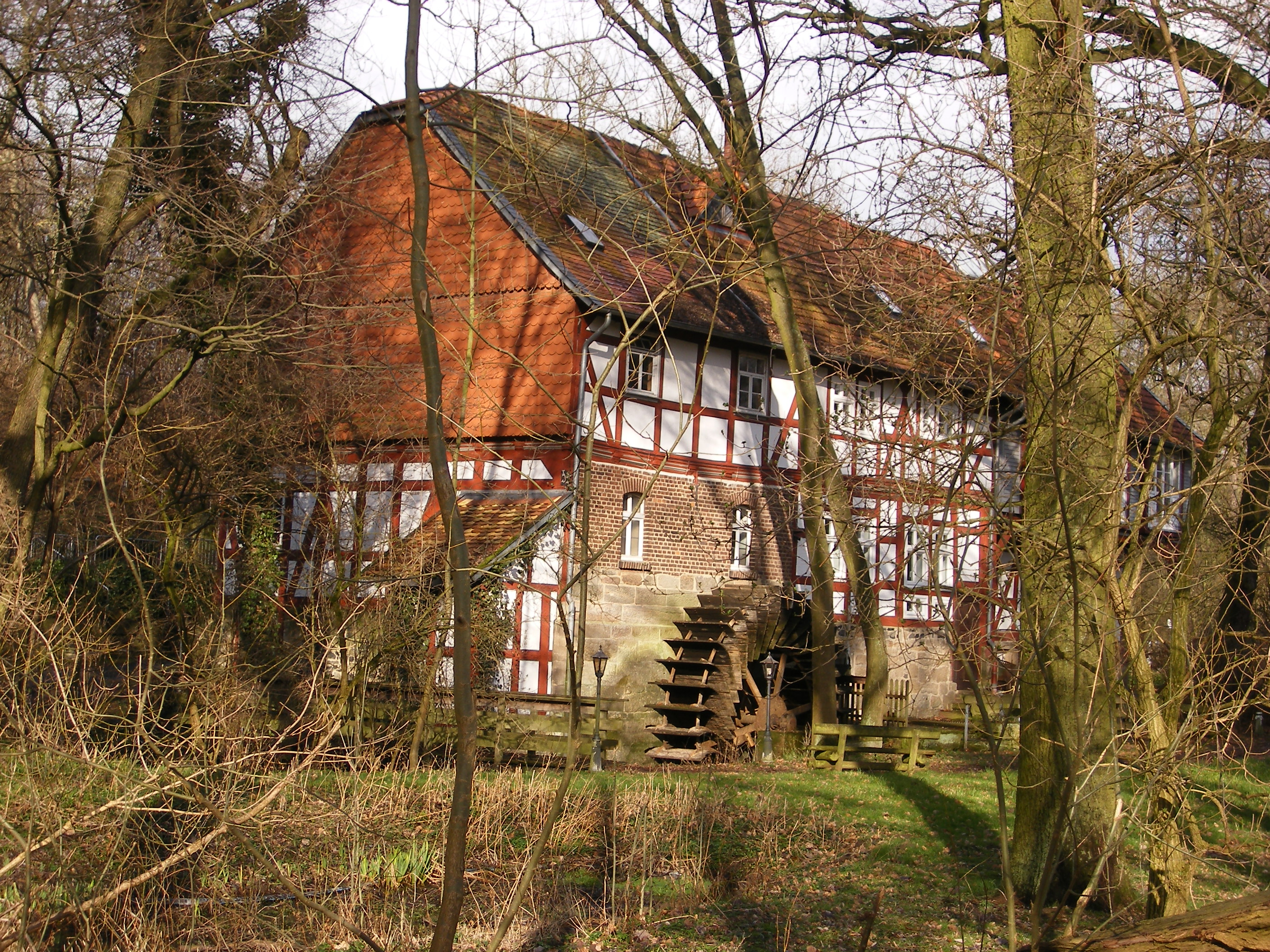
Hohlebachmühle in Homberg (Efze) mit Zuppinger-Rad
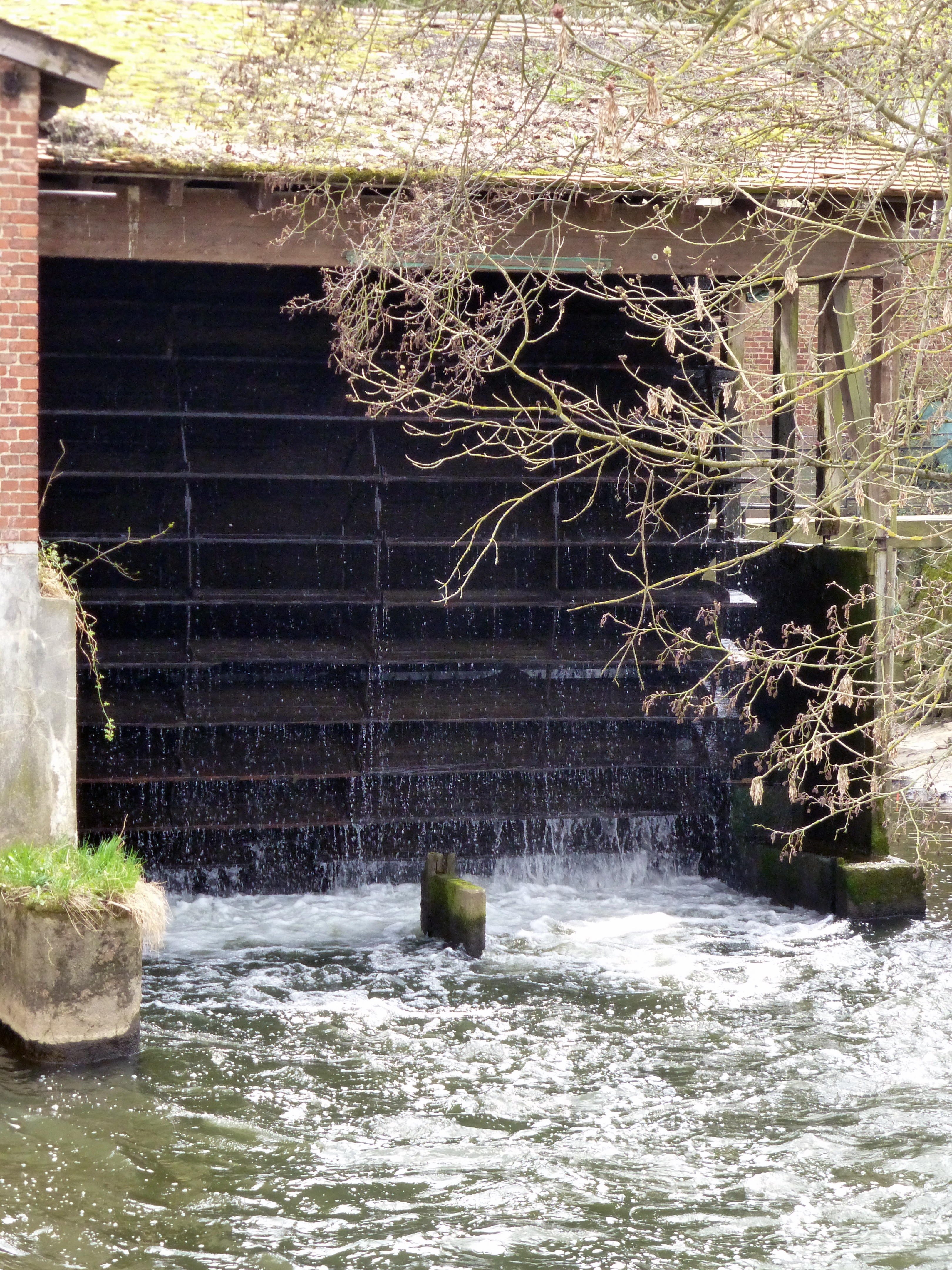
Wiesenmühle (Fulda) (größtes noch in Betrieb befindliches Mühlrad Europas ⌀ 6,92 m)